# Niels Brunse
Niels Brunse (født 24. august 1949 i Silkeborg) er en dansk forfatter og oversætter.
Han har oversat omkring 200 værker især fra engelsk, tysk og russisk, heriblandt klassikere af William Shakespeare, Thomas Mann og Anton Tjekhov. Han er selv forfatter til tre digtsamlinger, to novellesamlinger, tre romaner og tre publicerede skuespil samt yderligere nogle dramatekster, der har været opført, men ikke er udgivet i bogform.
Brunse er søn af søn af lærer Jon Brunse og tandlæge Gitte Thorulf. 1968-75 levede han sammen med tegneren Anne-Marie Steen Petersen, med hvem han udgav tegneserien Alice P. Jensen og det store samfund (Tiderne Skifter 1972). Brunse var i 1960'erne skribent på Superlove blev i 1970'erne en central person på venstrefløjen. I 1972 blev han en del af kunstnerkollektivet Røde Mor, og han var medredaktør af de marxistiske tidsskrifter Hug! 1974-76 og Politisk Revy 1978-82. Han har skrevet teater-, bog- og filmanmeldelser i Dagbladet Information 1982-89 og 1993-94 og i Politiken fra 1994. Han var redaktør af Dansk Forfatterforenings medlemsblad Forfatteren 1983-85.
Niels Brunses skuespil findes bevaret i Dramatisk Bibliotek på Det Kongelige Bibliotek.
Det Kongelige Teater har benyttet sig af Brunses oversættelse af Shakespeares sonetter i forbindelse med forestillingen Sonetter i Det Røde Rum i 2012 (isc. Elisa Kragerup). Hans oversættelser og udvalg af Shakespeares sonetter og skuespil ligger til grund for Preben Harris' forestilling Konger, slyngler og helte, som havde premiere på Svanekegården i 2012.
Niels Brunse modtog i 2005 Det Europæiske Oversætterkollegiums Pris, i 2012 Modersmål-Prisen og i 2018 Frit Flet-prisen fra Politiken-Fonden.